# Икономика на Канада
Канадската икономика е десетата най-голяма икономика в света. В Канада се добиват никел, азбест, цинк, сребро, олово, мед, злато, желязо, нефт, природен газ, въглища, уран и др. Канада е известна с дърводобива и производството на висококчествена хартия. Тя е една от най-големите страни-произведителки на пшеница в света.